# Жан Жиро
 За германския математик и астроном Мьобиус вижте Аугуст Мьобиус, а за френския кинорежисьор Жан Жиро (кинорежисьор).
Жан Анрѝ Гасто̀н Жиро̀ (на френски: Jean Henri Gaston Giraud), известен с артистичните псевдоними Мьобиус и Жир, е прочут френски художник на комикси.
Той е автор на поредицата за Блубъри. Най-известните филми, в които е участвал като художник, са „Бездната“, „Петият елемент“ и „Уилоу“.